# Валевиці (Ловицький повіт)
Валевиці (пол. Walewice) — село в Польщі, у гміні Беляви Ловицького повіту Лодзинського воєводства.
Населення — 326 осіб (2011).
У 1975-1998 роках село належало до Скерневицького воєводства.

## Демографія
Демографічна структура станом на 31 березня 2011 року:
|          | Загалом | Допрацездатний вік | Працездатний вік | Постпрацездатний вік |
| -------- | ------- | ------------------ | ---------------- | -------------------- |
| Чоловіки | 159     | 23                 | 121              | 15                   |
| Жінки    | 167     | 25                 | 90               | 52                   |
| Разом    | 326     | 48                 | 211              | 67                   |